# カンボジア国立図書館
カンボジア国立図書館（カンボジアこくりつとしょかん）とは、カンボジアの国立図書館である。1924年にプノンペン国立図書館として設立されたが、1975年から1979年にかけてのポル・ポト政権下では、豚小屋や倉庫として使われた。1979年以後は、海外の支援のもとで再建に取り組んでいる。

## 歴史

### フランス保護領インドシナ政府時代
1924年12月24日、フランス保護領インドシナ政府により、プノンペン国立図書館として設立された。蔵書のほとんどはフランス語の書籍であり、運営を担当する職員もフランス人であった。なお、クメール人が初めて館長となったのは1951年である。プノンペン国立図書館を利用するのは、主に公的機関の職員やフランス人であり、利用も制限されていた。

### 旧カンボジア王国時代
カンボジア王国がフランスから独立した1954年以降は、カンボジア人による出版活動が栄えた。それを受けて、国立図書館におけるクメール語の蔵書も充実した。

### ポル・ポト政権時代
1975年から1979年のポル・ポト政権下では、閉館を余儀なくされた。国立図書館は政権メンバーの宿舎として使われたほか、食料倉庫や豚小屋としても使用されたという。また、数万部の蔵書が焼却され，残ったのは数百部であった。なお、蔵書は調理用の燃料や、タバコの巻紙として使用されたという。さらに、職員の多くが虐殺や飢餓により死去しており、1975年に国立図書館で働いていた40人のうち、1979年時点で生存していたのは6人であった。

### ポル・ポト政権崩壊後
ポル・ポト政権が崩壊した翌年の1980年に、カンボジア国立図書館は再開した。ポル・ポト時代以前に勤務した職員でこの時復帰したのは、夜警と秘書補の2名のみであった。
国立図書館は、フランス、ソ連、ベトナムといった外国政府の様々な支援を受け、再建に取り組んだ。1989年には、コーネル大学のカンボジア関連蔵書をマイクロフィルム化したコピーをカンボジアに送付し、国立図書館の再生に役立てるプロジェクトに、カンボジア政府が許可を与えている。また、2005年にカンボジア国立図書館はISBN付与業務を開始し、2006年には、カンボジア関連資料 "Cambodia" の目録を公開した。

## 納本制度
カンボジアでは、著者もしくは出版社が出版物を所蔵庫に送付することとなっている。国立図書館は1タイトルにつき5部受領し、そのうち2部を閲覧用、2部を貸出用、1部を法定納本部門に割り当てている。

## 利用者サービス
2004年に、週末を除き国民に公開されるようになった。2020年時点で、閲覧、複写、貸出サービスを実施している。また、各図書館や関連団体と連携しての読書推進プログラム，情報リテラシープログラムなども実施している。
閲覧については、学生、僧侶、図書館職員および公務員のみに認められている。また、貸出については、登録料を払って貸出カードを作成する必要がある。なお、貸出用コレクションの構築は2005年7月から開始しているが、これはカンボジア国内初の試みであった。